# JournalReview.org
JournalReview.org è un sito web in lingua inglese nel quale una comunità internazionale di medici. discute e recensisce gli articoli accademici relativamente a qualsiasi argomento della letteratura medica mondiale.
JournalReview.org conta più di 7.000 iscritti fra studenti, ricercatori, praticanti, professionisti dell sanità, inclusi medici di base e specialisti provenienti da tutto il mondo.

Aderisce al movimento di opinione che sostiene la revisione paritaria aperta, la telemedicina, l'autoarchiviazione/Open Access.

## Descrizione
Sono presi in considerazione gli articoli già pubblicati a seguito di revisione paritaria e che sono indicizzati dalla National Library of Medicine all'interno di PubMed.
Gli iscritti possono partecipare alle discussioni individualmente ovvero creare dei gruppi di discussione, chiamati journal club.

## Accoglienza
JournalReview è stato utilizzato da: programmi di formazione medica statunitensi hanno adottato come soluzione per soddisfare i requisiti dell'Accreditation Council for Graduate Medical Education, il soggetto responsabile dell'accreditamento di i percorsi di formazione del personale medico negli U.S.A.; dagli iscritti al sito al fine di suggerire nuove ricerche, idenficare la presenza di bias o di limitazioni nei lavori pubblicati;  dagli educatori, per stimolare e documentare la discussione critica riguardo agli articoli accademici; dagli autori, per rispondere a domande relative alle loro pubblicazioni e integrarle con eventuali supplementi editoriali.; dal pubblico generalista, come strumento per meglio comprendere la letteratura commerciale pubblicata.
JournalReview è stato indicato fra le risorse esterne consigliate e recensito positivamente dalla facoltà di farmacia della Dalhousie University di Nova Scotia, dalla New York Public Library, e dalla State University of New York, fra gli altri siti.